# Межуев, Денис Валериевич
Денис Валериевич Межуев (1982—2022) — российский военнослужащий, подполковник. Герой Российской Федерации (2022, посмертно).

## Биография
В 1997 году семья Межуева переехала в Благовещенск, где в 2000 году он окончил среднюю общеобразовательную школу № 10. В 2000—2005 годах учился в Дальневосточном военном институте, после чего был назначен командиром взвода 15-го гвардейского мотострелкового полка 2-й гвардейской мотострелковой Таманской дивизии. С февраля 2006 года — командир мотострелковой роты своего полка. С 2013 года — командир батальона 1-го гвардейского мотострелкового полка в составе 1-й гвардейской танковой Краснознамённой армии. В 2014 и 2015 годах участвовал в военных парадах 9 мая в Москве. В 2018—2020 годах учился в Общевойсковой академии Вооружённых сил Российской Федерации (окончил с отличием), после окончания которой был назначен начальником штаба — заместителем командира 1-го гвардейского мотострелкового Севастопольского Краснознаменного полка 2-й гвардейской мотострелковой Таманской дивизии. С декабря 2021 года — командир 1-го гвардейского мотострелкового Севастопольского Краснознамённого полка. С 24 февраля 2022 года участвовал во вторжении на Украину. Погиб в бою.

## Звание
- Лейтенант (июнь 2005)
- Старший лейтенант (26 августа 2006)
- Капитан (2009)
- Майор (18 сентября 2013)
- Подполковник (2017)

## Награды
- Медаль «За военную доблесть» 2-й степени
- Медаль «За отличие в военной службе» 3-й и 2-й степени (15 лет)
- Медаль «200 лет Министерству обороны»
- Медаль «За участие в военном параде в День Победы»
- Звание «Герой Российской Федерации» (25 апреля 2022, посмертно) — «за мужество и героизм, проявленные во время исполнения воинского долга».

## Память
- Имя Межуева внесено на стелу Героев-выпускников Дальневосточного высшего общевойскового командного училища[1].
- 21 июля 2022 года имя Межуева было присвоено средней общеобразовательной школе в селе Петровском Наро-Фоминского городского округа[2].
- В 2023 году в посёлке Калининец (Московская область) состоялась церемония открытия муралов посвящённых Денису Межуеву и Александру Ананичеву[3].